# Este-Unterlauf
Este-Unterlauf este o arie protejată (arie specială de conservare — SAC, sit de importanță comunitară — SCI) din Germania întinsă pe o suprafață de 7,03 ha, integral pe uscat.

## Localizare
Centrul sitului Este-Unterlauf este situat la coordonatele 53°29′28″N 9°42′49″E / 53.4911°N 9.7136°E.

## Înființare
Situl Este-Unterlauf a fost declarat sit de importanță comunitară în ianuarie 2005 pentru a proteja 3 specii de animale. Situl a fost protejat și ca arie specială de conservare în decembrie 2018.

## Biodiversitate
Situată în ecoregiunea atlantică, aria protejată nu include niciun habitat protejat.
La baza desemnării sitului se află mai multe specii protejate de  pești (3): Lampetra fluviatilis, Petromyzon marinus, somonul (Salmo salar).